# Jerome Richardson
Jerome Richardson (25 de dezembro de 1920 - 23 de junho de 2000) foi um flautista e saxofonista de jazz americano.
Durante a maior parte da sua carreira atuou como músico de estúdio, trabalhando para produtores como Quincy Jones. Também atuou nas bandas de Lionel Hampton, Gerry Mulligan e Earl Hines, entre outros.

## Discografia
- 1958 - Midnight Oil
- 1958 - Jerome Richardson Sextet
- 1959 - Roamin' with Richardson
- 1962 - Going to the Movies
- 1968 - Groove Merchant
- 1997 - Jazz Station Runaway[2]